# 広敷用人
広敷用人（ひろしきようにん）とは、江戸時代の江戸幕府大奥や諸藩の大奥・奥方に置かれた男性武士の役職。

## 概要
職務は基本的に将軍や藩主以外の男性の出入りが禁止である大奥と外との取次である。なお、藩によっては広敷用人はなく、別の名前で同じ役職内容の役職が存在する場合がある。また、諸藩の場合は配下に広敷番頭が置かれる藩もある。

## 江戸幕府の場合
大奥#構造も参照。須原屋版武鑑では蓮浄院様用人と広敷番頭との間に掲載され、布衣・500石高とあり、在職者3名が見える。なお、姫様方用人とは別に存在した。